# 巴尔巴尚
巴尔巴尚（法語：Barbachen）是法国上比利牛斯省的一个市镇，属于塔布区（Tarbes）拉巴斯唐德比戈尔县（Rabastens-de-Bigorre）。该市镇总面积3.04平方公里，2009年时的人口为50人。

## 人口
巴尔巴尚人口变化图示